# Zora Dvořáková
Zora Dvořáková (15. prosince 1934 Kladno – 26. února 2022) byla pracovnice památkové péče, historička, sochařka a spisovatelka literatury faktu. Autorka monografií o českých uměleckých osobnostech, politicích (zejména Miladě Horákové) a protikomunistickém odboji.

## Život
Narodila se v Kladně roku 1934. Její otec byl sekretář tamní mládežnické organizace YMCA. Vystudovala gymnázium. Ke studiu na filozofickou fakultu byla z kádrových důvodů přijata až na čtvrtý pokus. Mezitím pracovala jako učitelka. Po vysoké škole pracovala v památkové péči Středočeského kraje. Podílela se na přípravě řady muzejních expozic, např. Památníku Karla Čapka. Na počátku 60. let se provdala za bývalého politického vězně Vladimíra Dvořáka. Ten byl souzen v souvislosti s emigrací Petra Zenkla a v roce 1968 se angažoval v muklovské organizaci Klub 231.
V době normalizace byla Zora Dvořáková donucena opustit místo v památkové péči. Její manžel byl rovněž vyhozen. Od té doby se věnovala psaní literatury faktu. Nejprve se zaměřovala na české osobnosti výtvarného umění. Po roce 1989 opakovaně psala o protikomunistickém odboji a zejména popravené političce Miladě Horákové. Jejím celoživotním koníčkem bylo sochařství. Vytvořila řadu plastik, které vystavovala v Kladně, ve Slaném a ve Starých Hradech. Aktivně se účastnila veřejného života. Byla činná v Konfederaci politických vězňů České republiky, Klubu Milady Horákové či Společnosti Edvarda Beneše.

### Ocenění
- Cena Egona Erwina Kische (3×) – za knihy Než se stal prezidentem (1998), O Miladě Horákové a Milada Horáková o sobě (2002) a Politikové na útěku (2005)
- Cena města Kladna za celoživotní dílo (2009)
- Cena Miroslava Ivanova – za knihu Popravení, kam jste se poděli? (2014)
- Cena ÚSTR za svobodu, demokracii a lidská práva (2017) – za mimořádný přínos k reflexi novodobých dějin
- Dáma české kultury (2018)

## Dílo
- Josef Václav Myslbek (1979)
- Josef Zítek (1983)
- Když ještě nebyli slavní (1988)
- Miroslav Tyrš. Prohry a vítězství (1989)
- T. G. Masaryk, Sokol a dnešek (1991)
- Milada Horáková (1991)
- Z letopisů třetího odboje. (Zpracováno podle dokumentů z Ústředního archívu Konfederace politických vězňů.) (1992)
- Indie, touho má (1993)
- Než se stal prezidentem (1997)
- Byl jsem nejslavnější (2000)
- Smrt pro tři ministry (2000)
- O Miladě Horákové a Milada Horáková o sobě (2001)
- Navzdory nenávisti a mstě (2002)
- Politikové na útěku. Osudy změněné 25. únorem 1948 (2004)
- To byla Milada Horáková ve fotografiích a dokumentech (2009)
- Všední den v kleci (2011)
- Popravení, kam jste se poděli? (2013)
- Ohlédnutí za totalitou (2019)